# Durel Avounou
Bel Durel Avounou (ur. 25 września 1997 w Brazzaville) – kongijski piłkarz występujący na pozycji pomocnika, zawodnik SM Caen. Reprezentant Konga.

## Życiorys

### Kariera klubowa
Avounou rozpoczął karierę w CESD La Djiri. 8 grudnia 2015 podpisał pięcioletni kontrakt z francuskim zespołem SM Caen z Ligue 1, umowa do 30 czerwca 2020. Przez dwa lata występował w rezerwach SM Caen, zanim przeszedł do pierwszej drużyny na kolejne trzy sezony. 18 lipca 2018 został wypożyczony na jeden sezon do US Orléans z Ligue 2, bez opcji kupna.

### Kariera reprezentacyjna
W reprezentacji Konga zadebiutował 13 października 2015 na stadionie Stade Alphonse Massemba-Débat (Brazzaville, Kongo) w wygranym 2:1 meczu towarzyskim z Beninem.